# Eugnophomyia vivasberthieri
Eugnophomyia vivasberthieri är en tvåvingeart som först beskrevs av Alexander 1944.  Eugnophomyia vivasberthieri ingår i släktet Eugnophomyia och familjen småharkrankar.
Artens utbredningsområde är Venezuela. Inga underarter finns listade i Catalogue of Life.